# Národní knihovna Ukrajiny V. I. Vernadského
Národní knihovna Ukrajiny V. I. Vernadského (ukrajinsky: Національна бібліотека України імені В.І. Вернадського) je ukrajinská národní knihovna v Kyjevě. Patří k největším národním knihovnám na světě, schraňuje 15 milionů položek. Její součástí je i archiv Národní akademie věd Ukrajiny, v minulosti měla ostatně několikrát status knihovny této akademie. Pojmenována je po ukrajinském geochemikovi Vladimirovi Ivanovičovi Vernadském, který předsedal zakládajícímu výboru. Založena byla hejtmanem Ukrajinského státu Pavlo Skoropadským 2. srpna 1918. První oficiální ředitel knihovny v letech 1923–1929 Stepan Posternak byl popraven stalinským režimem jako "buržoazní nacionalista". V roce 1941 musela být knihovna evakuována před postupující frontou druhé světové války do Ufy, kde pak sídlila v tamním Pedagogickém institutu. Do Kyjeva se vrátila v roce 1944. V letech 1975 až 1989 bylo vystavěno její současné sídlo. Hlavní budova má 27 pater a měří téměř 77 metrů. Celkově knihovna disponuje prostorem 35,700 m2. V historii měla mnoho názvů, ten současný nese od roku 1996. Vernadského jméno má v názvu od roku 1988. Disponuje nejen právem povinného výtisku, ale získává povinně i kopie všech ukrajinských kandidátských a doktorských prací. Roku 1964 se stala depozitní knihovnou Organizace spojených národů, což značí že od OSN a jejích institucí dostává všechny její publikace v anglickém a ruském jazyce. Vzácnou je především sbírka rukopisů a tisků ve staroslověnštině, včetně vzácného Peresopnického evangeliáře, na nějž skládají přísahu ukrajinští prezidenti. Unikátní je také sbírka židovské lidové hudby nahraná při terénním výzkumu na Edisonových voskových válcích etnology Susmanem Kiselgofem, Moisejem Beregovským a Sofií Magidovou v letech 1912–1947. Tato sbírka byla v roce 2005 zapsána na seznam UNESCO Paměť světa.